# WWE Clash of Champions
Cet article concerne les éditions de la WWE. Pour les éditions de la WCW, voir Clash of the Champions.
WWE Clash of Champions est un événement annuel de catch (lutte professionnelle) produit par la World Wrestling Entertainment (WWE), une fédération de catch américaine, qui est diffusé en direct sur le WWE Network et aussi  disponible en pay-per-view (PPV) . L'événement a été créé un 2016 dans le but de remplacer Night of Champions en septembre. Cependant, l'édition 2017 aura lieu en décembre. En 2016, le show était exclusif au roster de Raw. En 2017, il sera exclusif au roster de SmackDown Live. En 2019, le show reprend du service avec, cette fois, les deux rosters.

## Historique deClash of Champions
Pay-per-view exclusif à Raw
 Pay-per-view exclusif à SmackDown Live
| #                                                                             | Événement                                   | Ville                        | Lieu                    | Main Event                                                                        | Spectateurs |
| ----------------------------------------------------------------------------- | ------------------------------------------- | ---------------------------- | ----------------------- | --------------------------------------------------------------------------------- | ----------- |
| 1                                                                             | Clash of Champions (2016) 25 septembre 2016 | Indianapolis (Indiana)       | Bankers Life Fieldhouse | Kevin Owens (c) contre Seth Rollins pour le WWE Universal Championship            | 7 500       |
| 2                                                                             | Clash of Champions (2017) 17 décembre 2017  | Boston (Massachusetts)       | TD Garden               | AJ Styles (c) contre Jinder Mahal pour le WWE Championship                        | 14 318      |
| 3                                                                             | Clash of Champions (2019) 15 septembre 2019 | Charlotte (Caroline du Nord) | Spectrum Center         | Seth Rollins (c) contre Braun Strowman pour le WWE Universal Championship         |             |
| 4                                                                             | Clash of Champions (2020) 27 septembre 2020 | Orlando (Floride)            | Amway Center            | Roman Reigns (avec Paul Heyman) contre Jey Uso pour le WWE Universal Championship |             |
| (c) – désigne le(s) champion(s) défendant son/leurs titre(s) pendant le match |                                             |                              |                         |                                                                                   |             |